# Boulez Conducts Zappa: The Perfect Stranger
Boulez Conducts Zappa: The Perfect Stranger ist ein Album, das aus einer Zusammenarbeit vom französischen Komponisten und Dirigenten Pierre Boulez und dem Musiker Frank Zappa entstand. Es wurde 1984 veröffentlicht. Boulez spielte mit dem Ensemble intercontemporain drei Stücke ein, weitere vier Kompositionen realisierte Zappa auf dem Synclavier. Alle Stücke wurden von Frank Zappa komponiert.

## Entstehungsgeschichte
Zappa hatte bereits als Siebzehnjähriger das Album Le marteau sans maître von Pierre Boulez erworben, das unter der Leitung von Robert Craft eingespielt worden war und es später mit der Partitur verglichen. Am 11. Juni 1980 war Boulez als Zuschauer bei einem Konzert Zappas im Palais des Sports, Paris, anwesend; und Zappa demonstrierte bei dieser Gelegenheit die neuen technischen Effektgeräte, die er für seine Konzerte verwendete. Einige Monate später schickte Zappa Boulez Notenmaterial verbunden mit der Anfrage, ob Boulez diese Stücke dirigieren könne. Boulez bot Zappa an, mit dem 28-köpfigen Ensemble intercontemporain einige Stücke einzustudieren und forderte von Zappa eine neue Komposition an, die auf dieses Ensemble zugeschnitten sei. Zappa komponierte das Stück The Perfect Stranger, welches bei einem Konzert am 9. Januar 1984 im Théâtre de la Ville vom Ensemble uraufgeführt wurde. Außerdem wurden zusätzlich die Stücke Dupree’s Paradise und Naval Aviation in Art? gegeben. Diese drei Kompositionen wurden anschließend im Studio der IRCAM im Centre Pompidou aufgezeichnet und bilden die ersten beiden und das vierte Stück des Albums Boulez Conducts Zappa: The Perfect Stranger.

## Titelliste
| Nr. | Titel                           | Dauer |
| --- | ------------------------------- | ----- |
| 1.  | The Perfect Stranger            | 12:44 |
| 2.  | Naval Aviation In Art?          | 2:45  |
| 3.  | The Girl In The Magnesium Dress | 3:13  |
| 4.  | Dupree’s Paradise               | 7:54  |
| 5.  | Love Story                      | 0:59  |
| 6.  | Outside Now Again               | 4:06  |
| 7.  | Jonestown                       | 5:27  |

## Albumcover und Liner Notes
Albumcover Boulez Conducts Zappa: The Perfect Stranger
Externe Weblinks auf urheberrechtlich geschützte Inhalte.
- Vorderseite des Covers auf zappa.com

Das Albumcover besteht aus einem von Donald Roller Wilson gestalteten Bild, das einen weißen Hund im Mädchenkleid mit Sonnenbrille darstellt, der an einem Tisch mit den Überresten eines Essens auf einem Kinderstuhl sitzt. Am rechten Rand steht in großer, runder Schrift Boulez conducts Zappa, darunter etwas kleiner The Perfect Stranger. Als Aufführende der Kammerwerke werden in kleiner, aber jeweils in gleicher Schriftgröße das Ensemble intercontemporain sowie das Barking Pumpkin Digital Gratification Consort benannt. Letzterer Name steht für das von Zappa für vier der Titel eingesetzte Synclavier.
Auf der Rückseite ist eine Fotografie von Pierre Boulez abgebildet, die von Don Hunstein stammt. Boulez wird als Dirigent, Zappa in gleicher Schriftgröße als Produzent ausgewiesen.
Die Linernotes sind in der Ausgabe von 1992 in vier verschiedenen Sprachen gehalten. Der Text ist überschrieben mit „Die Sieben Tänze dieses Albums - jeder aus Klangeffekten komponiert - erzählen jeweils eine Geschichte. Der Stil ist grotesk unmodern.“

## Rezeption
Der Kritiker für klassische europäische Musik John Rockwell von der New York Times sah in dem Album das Zusammentreffen zweier völlig unterschiedlicher Kulturen, sowohl was Boulez und Zappa betrifft, als auch in Bezug auf deren Anhänger.
Boulez habe die Stücke unverfälschter aufgeführt als es Kent Nagano mit Zappas Orchesterstücken auf dem Album London Symphony Orchestra gelungen sei. Rockwell kritisiert jedoch Zappas Haltung als „Musikkomiker“ in Bezug auf die gewählten Titel und die in den liner notes geschilderten Szenarien der einzelnen Stücke. Er wirft die Frage auf, ob diese Szenarien die Grundlage von „Klanggedichten“ seien, die sich in den Stücken manifestieren oder ob sie zur Belustigung der eigenen Fans oder als „ironische Maske“ nachträglich konstruiert wurden.
Rockwell hebt die verführerische akustische Farbe der Einspielungen hervor und lobt die gute Verschmelzung der orchestralen Instrumente mit elektronischen Tönen. In der Tendenz, den eigentlich tonalen Ausdruck der Musik mit einigen eingeworfenen Dissonanzen zu versehen, sieht er Parallelen zum Jazzrock. Er spekuliert, dass Boulez andere amerikanische Komponisten moderner Musik beleidigen wollte, indem er ihnen Zappa vorzog. Er schließt seine Rezension mit der Bemerkung, dass es eines Ausländers bedurfte, um die Bedeutung des musikalischen Einzelgängers Zappa herauszuarbeiten.
Der Musikjournalist Barry Miles sieht in The Perfect Stranger ein gutes Beispiel dafür, dass Zappas Musik auf für Musikinstrumente umgeschriebenen Sprachmustern beruhe. Außerdem habe Boulez den Stücken eine neue Bedeutung verliehen, was sie beim Publikum sehr beliebt machte. Dadurch, dass vier der Titel rein elektronisch mit dem Synclavier eingespielt worden waren und dadurch sehr mechanisch klangen, sei das Album jedoch unausgewogen.